# Zhang Wentian
Zhang Wentian (张闻天S, Zhāng WéntiānP), (Shanghai, 30 giugno 1900 – Wuxi, 1º luglio 1976) è stato un politico cinese.

## Biografia
Dal 1920 al 1924 si recò in Giappone e negli Stati Uniti per studiare, dove conobbe e abbracciò il marxismo. Iscrittosi al Partito Comunista Cinese, nel 1927 divenne membro del Comitato Centrale, anche se continuò a lavorare all'estero insegnando presso l'Università Sun Yat-sen di Mosca fino al 1931, quando fece ritorno in Cina come membro dei 28 bolscevichi, con il compito di gestire la propaganda del Partito. Nel gennaio 1934 venne eletto membro dell'Ufficio politico e segretario della Segreteria appoggiando la politica estremista di Wang Ming e a febbraio divenne presidente del Comitato Esecutivo Centrale della Repubblica Sovietica Cinese, sostituendo Mao Zedong.
Intrapresa la Lunga marcia, Zhang passò dalla parte di Mao e, alla Conferenza di Zunyi del gennaio 1935, ne sostenne la posizione, formando un "triumvirato" con lui e Zhou Enlai, venendo nominato segretario generale del Partito. La sua influenza era comunque ridotta rispetto a quella di Mao (che lo surclassò formalmente nel 1943 presiedendo l'Ufficio Politico), ma si adoperò per formare il Secondo Fronte Unito con il Kuomintang contro il Giappone. Nel 1938 divenne anche presidente dell'Istituto del marxismo e leninismo.
A seguito del VII Congresso del Partito (1945), cedette il controllo formale del Partito a Mao, ma divenne membro del Comitato permanente dell'ufficio politico del Partito Comunista Cinese, segretario provinciale dell'Hejiang e direttore del Dipartimento d'Organizzazione dell'ufficio nordorientale del Comitato centrale. Successivamente fu segretario provinciale del Liaoning.
Dopo la vittoria della Repubblica Popolare Cinese, nell'aprile 1951 venne nominato ambasciatore in Unione Sovietica. Nel gennaio 1955 fece ritorno a Pechino e divenne viceministro esecutivo degli Esteri; si occupò in particolare delle relazioni economiche con l'URSS e, nel 1958, accompagnò Zhou Enlai in visita in Corea del Nord. Tuttavia, con il profilarsi della crisi sino-sovietica, Zhang continuò a sostenere l'URSS, in particolare la teoria della coesistenza pacifica fra capitalismo e socialismo, e si avvicinò alle posizioni di Liu Shaoqi. Questo lo portò in contraddizione con Mao e, nel 1956, venne eletto membro candidato dell'UP; nel 1959, durante un plenum del Comitato Centrale a Lushan, venne criticato insieme ad altri dirigenti, come Peng Dehuai, vicini a Liu; a seguito di ciò, venne spogliato delle sue funzioni.
Zhang continuò a lavorare come ricercatore per l'Istituto economico fino alla morte. Durante la Rivoluzione culturale, venne duramente criticato per revisionismo di destra. Morì nel luglio 1976 a Wuxi e venne riabilitato nel 1978 dalla nuova dirigenza guidata da Deng Xiaoping.